# Hybos pallidus
Hybos pallidus är en tvåvingeart som beskrevs av Yang 1987. Hybos pallidus ingår i släktet Hybos och familjen puckeldansflugor. Inga underarter finns listade i Catalogue of Life.